# 白金漢鎮區 (愛荷華州泰馬縣)
白金漢鎮區（英語：Buckingham Township）是位於美國愛荷華州泰馬縣的一個行政鎮區。

## 地方資料
根據2010年美國人口普查的數據，白金漢鎮區的面積為92.66平方千米，當中陸地面積為92.66平方千米，而水域面積為0.00平方千米。當地共有人口295人，而人口密度為每平方千米3.18人。